# Perception

I Ponzoillusionen ser det nedre gula strecket ut att vara kortare än det övre p.g.a. att järnvägen får det övre gula strecket att verka längre bort. De blinkande röda strecken visar dock att de gula strecken faktiskt är lika långa.

Perception, eller varseblivning, är den samling processer i hjärnan som tolkar information från sinnena som föremål, händelser, skrivna och talade ord o.s.v. (Perception kan också syfta på det percipierade, det varseblivna, d.v.s. upplevelsen som varseblivningen ger upphov till. För denna betydelse används även ordet percept.) Inte bara sinnesintryck percipieras; t.ex. tankar och känslor varseblis också. Perception kan leda till upplevelser i medvetandet, men behöver inte göra det (jfr blindsyn).
Perceptionen kommer efter förnimmelsen. De här två begreppen används ofta synonymt i allmänspråket, men betyder alltså aningen olika saker inom psykologin. Vid samma retning har olika individer ungefär samma förnimmelse, men perceptionen kan skilja sig p.g.a. olika erfarenheter. Ett exempel på detta är den så kallade Ponzoillusionen (se figuren till höger). De flesta personer uppfattar det nedre gula strecket som kortare än det övre, när de egentligen är lika långa. Anledningen är att järnvägen får det övre gula strecket att verka längre bort, men människor som lever på platser utan järnvägar, såsom stillahavsön Guam, är mindre benägna att luras av illusionen. Perceptionen är alltså det som ger förnimmelserna betydelse.
En mängd medvetna och omedvetna processer är involverade i att förvandla sinnesintryck till meningsfull information. Vissa processer arbetar nedifrån-upp genom att sortera ut mönster i den detaljrika information som våra sinnen levererar, medan andra processer arbetar uppifrån-ned och passar in inkommande information i förväntade mönster. Sådana omedvetna processer som är helt nödvändiga för att vi bland annat ska kunna orientera oss i vår omgivning, känna igen ansikten och bedöma avstånd kan ibland göra sig påminda i form av olika typer av synvillor.
Uppmärksamhet (attention) är ett av perceptionens äldsta studieområden. Här försöker man undersöka hur de mänskliga sinnena väljer vilken information de ska fokusera på. Från att från början ha handlat mest om auditiv uppmärksamhet, är man nu för tiden mest inriktad på att studera visuell uppmärksamhet. En traditionell konflikt inom uppmärksamhetsforskningen rör huruvida uppmärksamhet är en fråga om bristande kapacitet i hjärnan eller om hjärnan tidigt väljer information att fokusera på för att undvika kaos i hjärnan vid tillgång till för mycket information.
Perception är ett delområde inom kognitiv psykologi. Ett perspektiv som haft stor betydelse inom perceptionsforskning är gestaltpsykologin. Man kan även tala om undermedveten perception, subliminal perception.
I djurvärlden finns fler förmågor utöver de som finns representerade hos människan som till exempel att kunna känna värme på avstånd, se elektomagnetiska vågor av annan våglängd eller att kunna känna magnetiska fält.

## Visuell perception
Visuell perception är förmågan att med hjälp av synintryck tolka yttre stimuli. Tolkningsresutatet sker i samverkan mellan ett synorgan och ett centralt nervsystem. Förmågan att tolka yttre stimuli är olika hos olika individer/arter och beskrivs ofta med termer så som till exempel färgseende och djupseende.
Förmågan till visuell perception begränsas till stor del av synorganet, men även av förmågan att tolka de intryck som synorganet registrerar. Tolkningen av intrycket från synorganet behöver i olika grad stöd av intryck från andra organ, till exempel hörsel eller känsel för att kunna göra en korrekt tolkning av intrycken. De samlade intrycken blir då mer värt än delarna var och en för sig.

## Auditiv perception
Förmågan till auditiv perception begränsas till stor del av hörselorganet, men även av förmågan att tolka de intryck som hörselorganet registrerar.

## Haptisk perception
Förmågan att via känsel, beröring och kroppsrörelser inhämta information.

## Kognitiv perception
Förmågan att tolka ett budskap ur en, flera eller en kombination av olika typer av signaler.

## Olfaktorisk perception
Förmågan att inhämta information om sammansättningen av olika reaktiva molekyler i luft och tillskriva dessa olika lukter.

## Subliminal perception
Omedveten varseblivning. Hjärnans förmåga att omedvetet reagera på signaler från våra sinnen som är så svaga eller kortvariga (under medvetandets gräns, sub limen) så att medvetandet inte kan nå dem ens om det försöker.